# Agrilus cyaneoniger
Agrilus cyaneoniger es una especie de insecto del género Agrilus, familia Buprestidae, orden Coleoptera.
Fue descrita científicamente por Saunders, 1873.